# Esteban Areta
Esteban Areta Vélez (14 tháng 4 năm 1932 – 9 tháng 7 năm 2007) là một cầu thủ bóng đá người Tây Ban Nha, chơi ở vị trí hậu vệ.

## Danh hiệu
Barcelona
- Inter-Cities Fairs Cup: 1955–58